# پروپیلن گلیکول آلگینات
پروپیلن گلیکول آلگینات (به انگلیسی: Propylene glycol alginate) یک ترکیب شیمیایی است. و جرم مولی آن 234.21 per structural unit (theoretical) می‌باشد. شکل ظاهری این ترکیب، سفید مایل به زرد است.